# Олівер Торрес
Олівер Торрес (ісп. Óliver Torres, нар. 10 листопада 1994, Навальмораль-де-ла-Мата) — іспанський футболіст, півзахисник «Севільї». Чемпіон Європи у віковій категорії до 19 років.

## Клубна кар'єра
Народився 10 листопада 1994 року в місті Навальмораль-де-ла-Мата. Вихованець футбольної школи клубу «Атлетіко». Олівер приєднався до юнацької команди «Атлетіко» 2008 року, у віці тринадцяти років.
У квітні 2012 році гравець став залучатися до ігор другої команди клубу, а 20 серпня дебютував за головну команду. У матчі з «Леванте» (1:1) він на 64-й хвилині замінив Адріана Лопеса.
31 січня 2014 року Олівер перейшов на правах оренди в команду «Вільярреал», за яку зіграв у 9 матчах в Прімері.
3 липня 2014 року був орендований португальським «Порту» на наступний сезон. Був важливим гравцем у тактичній побудові португальців, провів у різних турнірах за команду з Порту 40 матчів. Після двох сезонів оренди в «Порту» португальський клуб викупив права на футболіста.
Влітку 2019 року з Олівер Торрес підписав контракт з іспанською «Севільєю».

## Виступи за збірні
2012 року дебютував у складі юнацької збірної Іспанії, взяв участь у 12 іграх на юнацькому рівні. У складі збірної Іспанії до 19 років він став чемпіоном Європи у віковій категорії до 19 років 2012 року.
З 2013 року залучався до складу молодіжної збірної Іспанії. На молодіжному рівні зіграв у 24 офіційних матчах, забив 3 голи.

## Титули і досягнення
- Чемпіон Європи серед юнаків (U-19) (1):

Іспанія U-19: 2012
- Володар Кубка Іспанії (1):

«Атлетіко»: 2012–13
- Чемпіон Іспанії (1):

«Атлетіко»: 2013-14
- Чемпіон Португалії (1):

«Порту»: 2017-18
- Володар Суперкубка Португалії (1):

«Порту»: 2018
- Володар Ліги Європи (2):

«Севілья»: 2019-20, 2022-23